# 크래프트 (영화)
《크래프트》(영어: The Craft)는 1996년 개봉한 미국의 초자연 공포 영화이다. 앤드루 플레밍이 감독과 공동각본을 맡았다.

## 출연
- 로빈 터니 - 세라 베일리
- 페어루자 발크 - 낸시 다운스
- 니브 캠벨 - 보니 하퍼
- 레이철 트루 - 로셸 지머먼
- 스키트 울리치 - 크리스 후커
- 클리프 더영 - 베일리씨
- 크리스틴 테일러 - 로라 리지
- 브레킨 마이어 - 밋
- 너새니얼 마스턴 - 트레이
- 헬렌 셰이버 - 그레이스 다운스
- 아숨프타 세르나 - 리리오
- 윌리엄 뉴먼 - 길거리 전도사
- 브렌다 스트롱 - 의사